# Wildus waipiro
Wildus waipiro är en kräftdjursart som först beskrevs av Barnard 1972.  Wildus waipiro ingår i släktet Wildus och familjen Phoxocephalidae. Inga underarter finns listade i Catalogue of Life.